# Pterina
La pterina es un compuesto heterocíclico formado por un sistema de anillos pteridina, con un grupo cetona y un grupo amina en las posiciones 4 y 2 respectivamente. Existen varios tautómeros de la pterina, y se muestran más abajo. Entre los derivados de la pterina, se encuentran las pterinas propiamente dichas y los folatos.
Las pterinas, como grupo, son compuestos derivados de la estructura básica de la pterina, tal como se describe al comienzo del artículo; con algunos grupos adicionales unidos al anillo pirazina. Las primeras pterinas fueron descubiertas en los pigmentos presentes en las alas de las mariposas, de allí su nombre (del griego pteron (πτερόν) que significa ala), y cumplen diversos roles en la coloraciones del mundo biológico. Las pterinas también actúan como cofactores en varias reacciones de catalizadas por enzimas.
Los folatos son pterinas conjugadas que contienen ácido p-aminobenzoico y L-glutamatos unidos al grupo metilo en la posición 6 del sistema de anillos pteridina. Son compuestos críticos en un gran número de reacciones de transferencias de grupos, incluyendo la transferencia de grupos metilo desde el 5-metiltetrahidrofolato a la homocisteína para formar L-metionina, y en la transferencia de grupos formilo desde el 10-formiltetrahidrofolato a la L-metionina para formar N-formilmetionina en los ARNt inciciadores.

## Tautómeros de la pterina

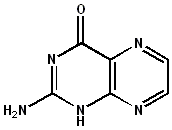
2-aminopteridin-4(1H)-ona
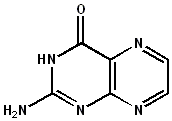
2-aminopteridin-4(3H)-ona
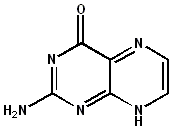
2-aminopteridin-4(8H)-ona
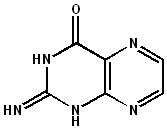
2-imino-2,3-dihidropteridin-4(1H)-ona
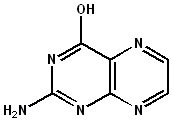
2-aminopteridin-4-ol

## Biosíntesis
La biosíntesis de las pterinas comienza a partir de la guanosina trifosfato (GTP); la enzima que controla la conversión de GTP a pterina, la GTP ciclohidrolasa I, se encuentra tanto en procariotas como en eucariotas.

## Otras pterinas
La pterina puede existir en varias formas en la naturaleza dependiendo de su función. La tetrahidrobiopterina, la pteridina no conjugada de mayor tamaño en vertebrados, es un cofactor en la hidroxilación de muchos compuestos aromáticos y en la síntesis del óxido nítrico. La molibdopterina es una pteridina sustituida que liga molibdeno para producir un cofactor redox involucrado en reacciones de hidroxilación, reducción de nitrato, y oxidación respiratoria. La tetrahidrometanopterina es utilizada por los organismos metanogénicos. La cianopterina es una versión glicosilada de pteridina presente en cianobacterias donde cumple una función que todavía es desconocida.